# Прусский, Александр Лукьянович
Александр Лукьянович Прусский — советский хозяйственный, государственный и политический деятель, генерал-майор.

## Биография
Родился в 1911 году в селе Козинцы. Член КПСС.
С 1939 года — на военной службе, общественной и политической работе. В 1939—1958 гг. — участник советско-финской войны, участник Великой Отечественной войны, начальник охраны тыла 14-й армии, 19-й армии, начальник пограничных войск НКВД Мурманского округа, начальник УПВ НКВД Киргизского округа, Юго-Западного округа, Киргизского округа, Армянского округа, заместитель начальника Хабаровского округа, Белорусского округа, заместитель начальника УПВ МВД Закавказского округа, начальник Управления пограничных войск МВД Азербайджанского округа, начальник 5-го отдела штаба ГУПВ КГБ при СМ СССР.
Делегат XX съезда КПСС.
Умер в Москве в 1958 году.